# Cotobade

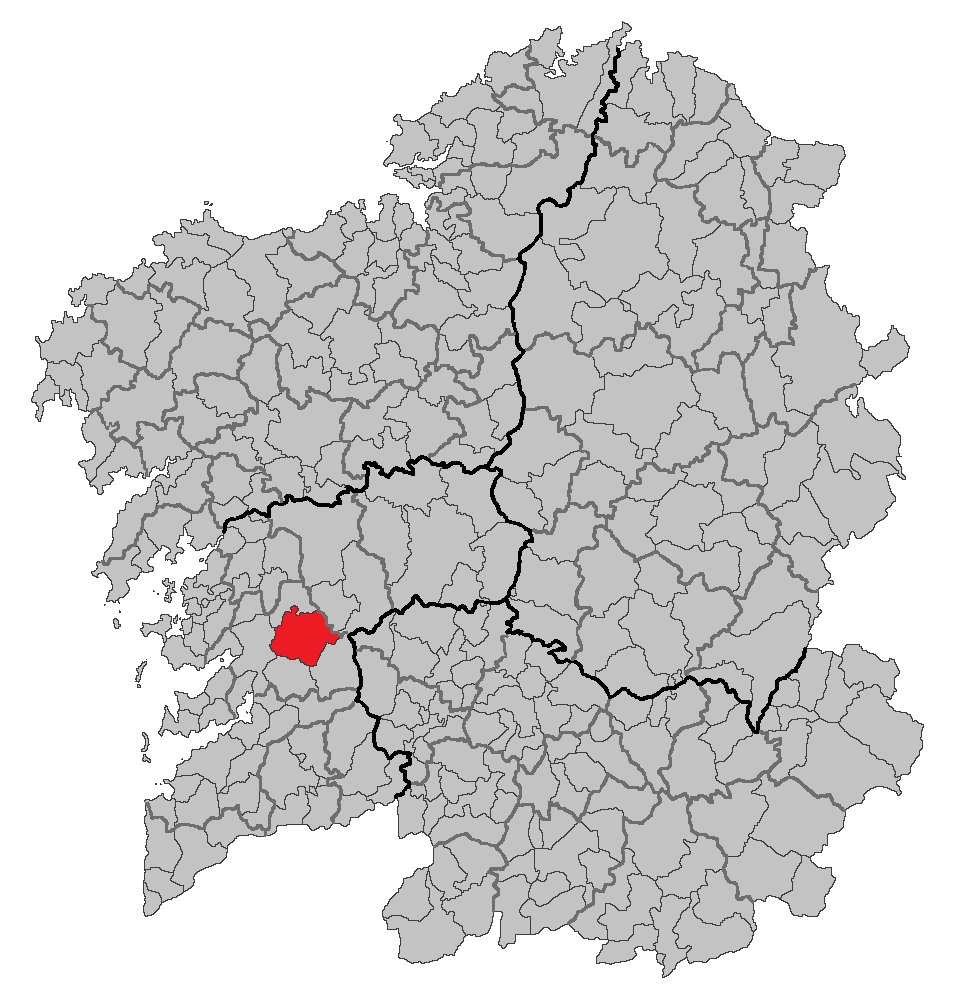
Cotobade, Pontevedra, Galizia

Cotobade è un ex comune spagnolo di 4 687 abitanti situato nella comunità autonoma della Galizia. Nel 2016 si fuse con il comune di Cerdedo per formare il nuovo comune di Cerdedo-Cotobade.